# Аленичев, Дмитрий Анатольевич
Дми́трий Анато́льевич Але́ничев (род. 20 октября 1972, Мелиораторов, Псковская область) — советский и российский футболист, полузащитник, тренер. Заслуженный мастер спорта России (2003).
Первый российский футболист, ставший победителем двух самых престижных футбольных еврокубковых турниров: Кубка УЕФА (в 2003 году) и Лиги чемпионов УЕФА (в 2004 году), причём в обоих финалах Аленичев забивал по голу.

## Клубная карьера

### Начало карьеры
Начал карьеру на родине, в Великих Луках. Первый тренер — Леонид Иванович Алексеев, работавший с ним в ДЮСШ «Экспресс» в Великих Луках. Через четыре года вместе со старшим братом перешёл в ДЮСШ «Спартак» в группу к Георгию Ивановичу Яковлеву.
В 1989 выступал за клуб КФК «Чайка» (Великие Луки). В 1990—1991 играл во 2-й низшей лиге чемпионата СССР за псковский «Машиностроитель». В середине 1991 перешёл в московский «Локомотив». Игрока заприметили «скауты» железнодорожников — Виталий Шевченко и селекционер Михаил Шибаков, которые приехали на матч «Машиностроителя» просмотреть защитника Сергея Кубрякова. Однако их взгляд привлёк именно Аленичев, ярко игравший на позиции «под нападающими». После игры Шевченко и Шибаков пригласили Аленичева в гостиницу, где и сделали ему предложение о переходе в «Локомотив». 18-летний Дмитрий сразу дал согласие. Прощальный матч за «Машиностроитель» он провёл в Калининграде, где псковичи обыграли местную «Балтику» — 2:0. После той игры Аленичева вынесли с поля на руках.
В высшей лиге дебютировал 31 мая 1991 года, заменив в игре против донецкого «Шахтёра» на 28-й минуте Артура Шамрина. В команде сразу завоевал место в основе и регулярно выходил на поле на позиции крайнего полузащитника. На протяжении трёх сезонов играл в полузащите «Локомотива», в сезоне 1993/94 дебютировал в еврокубках.

### «Спартак» (Москва)
В 1994 перешёл в московский «Спартак». Первую игру за красно-белых провёл 28 апреля против тюменского «Динамо-Газовика». Дебют не впечатлил Олега Романцева и уже в перерыве футболист был заменён на Андрея Тихонова. Тем не менее в команде быстро освоился и уже 22 мая, в финальной игре Кубка России против ЦСКА, забил решающий гол в послематчевых пенальти и завоевал первый в карьере трофей.
В составе «Спартака» Дмитрий стал многократным чемпионом России (1994, 1996, 1997, 1998), участвовал в матчах Лиги чемпионов.
Сезон 1997 года был одним из лучших для Аленичева — он стал диспетчером игры «Спартака», активно помогая нападающим в атакующих действиях. По итогам сезона на его счету было 20 голевых передач. В конце 1997 года был признан лучшим футболистом страны.
В апреле 1998 ярко провёл оба матча полуфинала Кубка УЕФА против итальянского «Интера», чем обратил на себя внимание ведущих итальянских клубов. Наибольшую заинтересованность в футболисте проявил клуб «Рома», куда Аленичев и перешёл из «Спартака» с 1 июля. Контракт был заключён на 5 лет на общую сумму 5 миллиардов лир ($8 млн.). Хотя Олег Романцев в 1998 году публично заявил, что не намерен никого продавать, к просьбе Аленичева отпустить его он отнёсся с пониманием: Дмитрий заявил, что хочет добиться большего в футболе и не останавливаться в росте.

### «Рома»
В Серии А дебютировал в 1-м туре сезона 1998/99 в игре против «Салернитаны», в ходе которой помог новым партнёрам забить 2 из 3-х голов команды (итог встречи 3:1 в пользу «Ромы»). Через несколько дней Аленичев отличился за «Рому» в Кубке УЕФА, забив 2-й гол в ворота датского «Силькеборга». Через неделю он отличился снова — став автором гола в ответной игре против «Кьево» на Кубок Италии.
Первый гол в Серии А забил в матче 5-го тура против «Фиорентины». Тем не менее в основе «Ромы» появлялся нерегулярно, чаще выходя на замену во 2-м тайме. Сам игрок признавал, что стиль игры «Ромы» сильно отличался от «спартаковского» — игра строилась через навесы, а не через игру внизу. Кроме того, наставник «Ромы» Зденек Земан предпочитал использовать полузащитников, которые отрабатывают в обороне, а это игровое качество не было сильным у Аленичева.
С апреля 1999 стал регулярно появляться в составе клуба, особенно ярко проявил себя в римском дерби с «Лацио». Однако уже в следующей игре был удалён с поля. После этого провёл ещё 2 игры в чемпионате Италии, в последней из которых вышел на замену и провёл на поле только 15 минут: в одном из единоборств получил сильный удар в грудь, который привёл к перелому ребра. Восстановление проходил в России, готовясь вместе со сборной к решающим играм отборочного турнира к Евро-2000.
Перед началом сезона 1999/2000 «Рому» возглавил Фабио Капелло. В период тренировочных игр Аленичев регулярно выходил на поле, но в чемпионате появился на поле только в 3-м туре, выйдя на замену в гостевой игре против «Венеции», в которой забил 3-й гол команды и установил итоговый счёт 3:1. Перед этим футболист ярко сыграл в первой игре 1/64 Кубка УЕФА против «Сетубала», сделав хет-трик и проведя на поле все 90 минут.
В сентябре-октябре Капелло проводил постоянную ротацию состава, что позволяло Аленичеву чаще появляться в основном составе команды. Так, в матче против «Ювентуса» Аленичев вышел в основе, заменив дисквалифицированного Тотти и проведя в итоге на поле 77 минут. Однако вскоре он снова потерял место в составе, проведя больше месяца в запасе. Следующее появление на поле случилось только 30 ноября в игре на Кубок Италии против «Пьяченцы». В декабре-январе в чемпионате выходил через раз — принял участие в 2 из 4-х игр «Ромы».

### «Перуджа»
14 января 2000 Аленичев подписал контракт с клубом Серии А «Перуджей» на 3,5 года. В новой команде футболист выбрал игровой номер № 28. Через несколько дней он дебютировал в команде в гостевой игре против «Ювентуса», выйдя на замену за 20 минут до концы игры. Но помочь команде не удалось — туринцы одержали крупную победу со счётом 3:0. Однако следующие 2 игры чемпионата он по решению главного тренера Карло Маццоне пропустил.
С февраля 2000 Аленичев начал выходить в основе «Перуджи», проводя на поле полные игры. Однако существенную помощь команде не оказал — из 6 игр в феврале-марте команда победила лишь однажды и 4 игры закончила вничью. С 27 тура регулярно выходил в составе «Перуджи», но отличиться забитыми мячами так и не удалось. В этих 7 матчах «Перуджа» выиграла 3 игры и по итогам сезона заняла 10-е место из 18.
Новый сезон 2000/01 также начал в «Перудже», проведя 2 игры в Кубке Интертото 2000 и забив в них 1 мяч. Однако вскоре по решению президента «Перуджи» Лучано Гауччи был продан в португальский «Порту» за $4 млн. В новой команде его одноклубником стал экс-партнёр по «Локомотиву» вратарь Сергей Овчинников. Контракт был заключён на 3 года.

### «Порту»
В «Порту» дебютировал практически сразу — сначала в контрольных матчах, а затем в первой игре 3-го квалификационного раунда Лиги чемпионов 2000/01 против «Андерлехта». Однако ни он, ни Овчинников команде не помогли — «Порту» проиграл 0:1. С этого времени игрок получил постоянную игровую практику, оправдывая доверие тренера Фернандо Сантуша яркой игрой.
Первый гол в официальных играх за «Порту» забил в матче за Суперкубок Португалии против «Спортинга», позволив команде избежать поражения. В чемпионате Португалии Аленичев отличился забитым мячом уже в стартовом туре против «Бенфики», а по итогам встречи был признан лучшим игроком матча.
С середины сентября 2000 года перестал попадать в основу клуба, выходя в основном на замены. Фернандо Сантуш объяснял эту ситуацию тем, что конкурент Аленичева — Шаинью — находился в лучшей физической и игровой форме. В стартовом составе Аленичев появился только в конце октября в календарной игре чемпионата Португалии против «Алверки». Тем не менее вплоть до конца года твёрдого места в основе «Порту» так и не получил (в том числе, и из-за травмы, нанесённой игроку в декабре на одной из тренировок).
С середины января 2001 года Аленичев закрепился в основе, продолжил забивать голы — оформил дубль в игре на Кубок Португалии против «Бенфики», установив итоговый счёт 4:0 в пользу «Порту». Вместе с этим, происходили и неприятные эпизоды — в ответной игре Кубка УЕФА против «Нанта» был удалён с поля за затяжку времени.
В начале апреля вновь потерял место в основе команды. Тем не менее, выходя на замены, помогал команде достичь победного результата, как в игре против «Маритиму». В середине мая получил травму колена и досрочно завершил выступления в чемпионате. Однако к началу июня оправился от травмы и помог сборной России в отборочных играх к ЧМ-2002 против Югославии и Люксембурга, и «Порту» в финале Кубка Португалии против «Маритиму».
Сезон 2001/02 для Аленичева также начался с предварительных игр в Лиге чемпионов. Первым соперником в сезоне стал валлийский клуб «Барри Таун», с которым «Порту» без труда разобрался, забив восемь безответных мячей. Аленичев вышел на поле за 15 минут до конца игры при счёте 8:0. Кроме того, с сезона 2001/02 клуб возглавил Октавиу Машаду, который не видел в Аленичеве игрока стартового состава и в первых играх сезона выпускал его на поле только во 2-м тайме.
Первый гол в сезоне Аленичев забил в 6-м туре чемпионата Португалии в игре против «Сетубала», установив итоговый счёт встречи — 3:0. Тем не менее стабильности футболисту в начале сезона не хватало — так, уже в следующей календарной игре чемпионата он в течение 2-х минут заработал 2 жёлтые карточки и был удалён с поля. В октябре-декабре 2001 года не провёл ни одного матча целиком — либо выходил на замены, либо оставался в запасе. Такая обстановка заставляла игрока искать возможность покинуть клуб, чтобы иметь постоянную игровую практику и попасть в заявку сборной России на ЧМ-2002.
С января 2002 Аленичев стал появляться в основе команды — сначала в Кубке Португалии, а затем и в чемпионате. Сам Аленичев объяснял это откровенным разговором с президентом клуба, за ходом которого следил также и главный тренер. Вскоре Октавиу Машаду был уволен, а на его место был приглашён Жозе Моуринью, руководивший до этого португальской «Лейрией».
При новом тренере положение Аленичева кардинально не изменилось — Моуринью проводил постоянную ротацию состава, в ходе которой футболист то выходил в основе или появлялся на поле после перерыва, или же вообще не играл. В конце марта-начале апреля был отрезок, где Аленичев провёл ряд ярких игр. Так, в 29-м туре против «Жил Висенте» вышел на 52-й минуте и за отведённое время помог «Порту» одержать победу со счётом 2:1 и был признан лучшим игроком матча. В следующем туре против «Фаренсе» провёл на поле все 90 минут и на 64-й минуте установил итоговый счёт встречи — 3:0. В последующих двух турах выходил на замены, а в двух заключительных играх чемпионата — в основном составе. По итогам сезона клуб занял 3-е место в чемпионате Португалии.
Третий сезон в «Порту» начал со скамейки запасных, выйдя на замену только в игре 3-го тура против «Жил Висенте». Отведённых 30 минут хватило игроку, чтобы забить гол и установить итоговый счёт встречи — 3:1. Забить футболисту помог новый партнёр — литовец Эдгарас Янкаускас. В течение сентября постоянного места в составе не имел, а в октябре получил травму, из-за которой пропустил несколько игр «Порту». В ноябре-декабре выходил только на замену, играя с переменным успехом.
В игре 18-го тура забил очередной мяч в чемпионате — в игре против «Белененсеш» вышел на 76-й минуте и отличился на 89-й минуте, установив итоговый счёт — 3:1. В конце февраля Моуринью стал выпускать Аленичева в основе — сначала в играх 1/8 финала Кубка УЕФА, а затем во внутреннем чемпионате. В 25-м туре футболист отличился вновь — открыл счёт в игре против «Лейрии». В последующих играх Аленичев регулярно выходил в основе команды, внеся весомый вклад в успехи «Порту» — выход в финал Кубка УЕФА и в финал Кубка Португалии, а также в завоевание чемпионского титула.
21 мая 2003 на Олимпийском стадионе в Севилье «Порту» завоевал Кубок УЕФА, переиграв в упорной борьбе шотландский «Селтик» со счётом 3:2. Аленичев провёл на поле все 120 минут игры и стал автором 2-го мяча команды. Сразу после финала подписал с «Порту» новый контракт на 2 года.
15 июня 2003 «Порту» взял 3-й трофей в сезоне, переиграв в финале Кубка Португалии «Лейрию» со счётом 1:0. Аленичев провёл на поле все 90 минут.
Первая игра сезона 2003/04 также была для Аленичева триумфальной — в матче за Суперкубок Португалии была переиграна «Лейрия» со счётом 1:0, а футболист провёл на поле 86 минут.
29 августа 2003 у «Порту» был шанс выиграть ещё один трофей, но в игре за Суперкубок УЕФА клуб уступил итальянскому «Милану» 0:1. Аленичев вышел в основе команды и был заменён на 75-й минуте. Моуринью объяснил замену необходимостью усилить игру более свежим игроком созидательного плана, поскольку у россиянина к тому моменту начало сводить ногу.
6 сентября в игре за сборную Россию против сборной Ирландии получил травму (микронадрыв задней группы мышц бедра), из-за которой пропустил 1,5 месяца. Вновь вышел на поле только 22 октября в гостевой игре Лиги чемпионов против «Марселя». Возвращение в состав Аленичев отметил яркой игрой и забитым мячом, принёсшим победу «Порту» 3:2. Через неделю Аленичев отличился и в чемпионате Португалии — он стал автором единственного гола в гостевой игре против «Боавишты». 4 ноября он вновь забил в ворота «Марселя» и вновь гол оказался победным.
В конце 2003 года набрал отличную форму и на высоком уровне проводил игры за клуб и сборную России. В 12-м туре вновь забил в чемпионате Португалии — на 64-й минуте поразил ворота «Жил Висенте» (общий счёт встречи 4:1). Чуть позже забил и в Кубке Португалии, установив итоговые 3:0 в игре 1/16 финала против «Майа».
В январе-феврале 2004 выходил в основном на замену. В стартовом составе появился только в игре 1/4 финала Кубка Португалии против «Риу Аве», где отыграл 76 минут. Вскоре получил травму левого колена, из-за которой пропустил 2 недели. Тем не менее в ответственных играх плей-офф Лиги чемпионов он выходил в основе — например, в обеих играх 1/8 финала против «Манчестер Юнайтед», в 1/4 финала против «Лиона», в полуфинале против «Депортиво». Игры же чемпионата Португалии он, по решению тренера, пропускал.
По итогам сезона 2003/04 Аленичев вновь стал чемпионом Португалии, но Кубок страны взять не удалось — в финале оказалась сильнее «Бенфика», победившая со счётом 2:1.
26 мая 2004 года в Гельзенкирхене вместе с клубом стал победителем Лиги чемпионов, переиграв в финале «Монако» со счётом 3:0. Аленичев вышел на замену на 60-й минуте и через 15 минут забил 3-й и последний гол в игре.

### Возвращение в «Спартак» и завершение карьеры игрока
19 июля 2004 года Аленичев подписал трёхлетний контракт с московским «Спартаком», но в состав почти не попадал, что привело к конфликту с главным тренером Александром Старковым, которого Аленичев в интервью 8 апреля 2006 года в газете «Спорт-Экспресс» обвинил в «неспартаковском» футболе и назвал «тупиком для Спартака», несмотря на значительное улучшение результатов команды. В результате Аленичев был отчислен из «Спартака» и завершил игровую карьеру. Этот конфликт вызвал большое недовольство в рядах болельщиков «Спартака», в большинстве своём принявших сторону Аленичева. Вскоре Старков покинул клуб. Прощальный матч Аленичева 4 мая 2008 года, тем не менее, прошёл с участием «Спартака».

## Карьера в сборной
В составе сборной России дебютировал 9 февраля 1996 в матче против сборной Исландии (3:0) на турнире, проходившем на острове Мальта — на 76-й минуте заменил Игоря Добровольского. Через два дня, на том же турнире, забил свой первый мяч за сборную — в игре против словенцев (3:1).
Участник чемпионата мира 2002 и чемпионата Европы 2004.

## Тренерская карьера

### Сборная России (до 19 лет)
Тренерскую карьеру начал в юношеской сборной России 1993 года рождения, где в период с ноября 2010 по 2011 год занимал должность главного тренера.

### «Арсенал» (Тула)
В октябре 2011 года возглавил тульский «Арсенал». Приняв команду, выступавшую в зоне «Черноземье» ЛФЛ, поднял её до 8 места. После того как клуб на сезон 2012/13 предоставил финансовое обеспечение и прошёл лицензирование, необходимое для выступления во Втором дивизионе, Аленичев собрал новую команду, оставив из предыдущего состава шесть человек. Потерпев всего одно поражение, команда обеспечила себе первое место в своей зоне «Центр» за два тура до окончания первенства и пробилась в ФНЛ. После первого же сезона «Арсенал» вышел в премьер-лигу, заняв второе место после «Мордовии». Однако команда заняла последнее место и вылетела обратно в ФНЛ, а Аленичев покинул команду.
26 ноября 2013 года возглавлял сборную ФНЛ в товарищеском матче со сборной итальянской серии Б.

### «Спартак» (Москва)
10 июня 2015 утверждён в качестве главного тренера «Спартака» (Москва). Первый сезон под руководством Аленичева «Спартак» провёл нестабильно, регулярно теряя очки, но сумел квалифицироваться в Лигу Европы. 5 августа 2016, на следующий день после поражения «Спартака» от кипрского АЕКа в третьем квалификационном раунде Лиги Европы, принял решение о завершении работы в «Спартаке», вместе с ним тренерский штаб покинули Егор Титов и Олег Саматов. Уже после ухода Аленичева «Спартак» провёл лучший сезон за последние шестнадцать лет и вновь стал чемпионом России.

### «Енисей» (Красноярск)
5 июня 2017 года был утверждён главным тренером красноярского «Енисея». Помощниками были назначены Егор Титов, Олег Саматов и Валерий Клеймёнов. Занимавший по ходу сезона-2017/18 в ФНЛ первое место «Енисей» пришёл к финишу третьим, но в стыковых матчах обыграл махачкалинский «Анжи» и вышел в премьер-лигу. В ноябре 2018 года Аленичев был отстранён от работы в «Енисее». Клуб занимал последнее место турнира и позже вылетел обратно в ФНЛ. В выездном матче 13-го тура чемпионата России против махачкалинского «Анжи» (1:2) командой руководил тренер молодёжного состава Александр Алексеев. Позднее Аленичев вернулся к работе, поскольку у клуба не нашлось средств, чтобы выплатить отступные, полагающиеся специалисту по контракту в случае увольнения. В мае 2019 года официально покинул клуб.

## Личная жизнь
Старший брат — Андрей (род. 1971), также футболист и футбольный тренер; президент федерации футбола города Пскова, директор ДЮСШ «Стрела».
Супруга — Анастасия Шаширина. Женился 29 февраля 2000 в Москве.
Дочь Полина (род. июль 2000). Сыновья Даниил (род. 2004) и Тимофей (род. 2012).

## Достижения

### Командные

#### В качестве игрока
«Спартак»
- Чемпион России (4): 1994, 1996, 1997, 1998
- Обладатель Кубка России (2): 1994, 1998
- Обладатель Кубка чемпионов Содружества (2): 1994, 1995
- Серебряный призёр чемпионата России: 2005
- Бронзовый призёр чемпионата России: 1995

«Порту»
- Чемпион Португалии (2): 2002/03, 2003/04
- Обладатель Кубка Португалии (2): 2000/01, 2002/03
- Обладатель Суперкубка Португалии (3): 2001, 2003, 2004
- Обладатель Кубка УЕФА: 2002/03
- Победитель Лиги чемпионов УЕФА: 2003/04

#### В качестве тренера
«Арсенал»
- Победитель Первенства ПФЛ: 2012/13 (зона «Центр»)
- Серебряный призёр Первенства ФНЛ: 2013/14

«Енисей»
- Бронзовый призёр Первенства ФНЛ: 2017/18

### Личные

#### В качестве игрока
- В списке 33 лучших футболистов чемпионата России (3): № 1 (1997); № 2 (1996); № 3 (1995)
- Лучший футболист года по версии футболистов Высшего дивизиона (опрос газеты «Спорт-Экспресс»): 1997
- Лучший игрок чемпионата России по оценкам газеты «Спорт-Экспресс»: 1997
- Лучший футболист года по версии журналистов еженедельника «Футбол»: 1997
- Лучший ассистент чемпионата России: 1997 (17 голевых передач)
- Футбольный джентльмен года в России: 1997
- Член Клуба Игоря Нетто (2004)

#### В качестве тренера
- Лучший тренер Первенства ПФЛ: 2012/13 (зона «Центр»)
- Лучший тренер Первенства ФНЛ: 2013/14

### Государственные награды
- Заслуженный мастер спорта России (29 октября 2003, удостоверение № 1455)[83]

## Политическая карьера
В августе 2006 года Аленичев вступил в партию «Единая Россия», был советником председателя высшего совета партии «Единая Россия» Бориса Грызлова. Входил в первую пятёрку партийного списка «Единой России» на выборах в Псковское областное Собрание 11 марта 2007 года. Впоследствии от мандата депутата Псковского областного Собрания отказался и 14 июня 2007 года был избран на должность представителя от Омской области в Совет Федерации, в которой пробыл до 2010 года. Вместе с Аленичевым в Совет Федерации входили и другие известные спортсмены — трёхкратный олимпийский чемпион по гандболу Андрей Лавров, бывший игрок «Спартака» Валерий Гладилин (в 2007 году стал депутатом Госдумы), бывший игрок сборной России по мини-футболу Константин Ерёменко.

## Статистика

### Клубная статистика
| Клуб                | Сезон               | Чемпионат           | Чемпионат | Чемпионат | Кубок  | Кубок | Кубок | Еврокубки | Еврокубки | Еврокубки | Прочее | Прочее | Прочее | Всего | Всего |
| Клуб                | Сезон               | Сорев.              | Матчи     | Голы      | Сорев. | Матчи | Голы  | Сорев.    | Матчи     | Голы      | Сорев. | Матчи  | Голы   | Матчи | Голы  |
| СССР                | СССР                | СССР                | СССР      | СССР      | СССР   | СССР  | СССР  | СССР      | СССР      | СССР      | СССР   | СССР   | СССР   | СССР  | СССР  |
| ------------------- | ------------------- | ------------------- | --------- | --------- | ------ | ----- | ----- | --------- | --------- | --------- | ------ | ------ | ------ | ----- | ----- |
| Машиностроитель     | 1990                | ЧС                  | 31        | 4         | -      | -     | -     | -         | -         | -         | -      | -      | -      | 31    | 4     |
| Машиностроитель     | 1991                | ЧС                  | 7         | 3         | -      | -     | -     | -         | -         | -         | -      | -      | -      | 7     | 3     |
| Локомотив (Москва)  | 1991                | ЧС                  | 16        | 0         | КС     | 2     | 1     | -         | -         | -         | -      | -      | -      | 18    | 1     |
| Россия              |                     |                     |           |           |        |       |       |           |           |           |        |        |        |       |       |
| Локомотив (Москва)  | 1992                | ЧР                  | 24        | 2         | КР     | 5     | 0     | -         | -         | -         | -      | -      | -      | 29    | 2     |
| Локомотив (Москва)  | 1993                | ЧР                  | 29        | 4         | КР     | 2     | 0     | КУ        | 2         | 0         | -      | -      | -      | 33    | 4     |
| Локомотив-дубль     | 1993                | ЧР                  | 2         | 0         | -      | -     | -     | -         | -         | -         | -      | -      | -      | 2     | 0     |
| Спартак (Москва)    | 1994                | ЧР                  | 17        | 3         | КР     | 4     | 0     | ЛЧ        | 6         | 1         | -      | -      | -      | 27    | 4     |
| Спартак (Москва)    | 1995                | ЧР                  | 27        | 4         | КР     | 3     | 0     | ЛЧ        | 4         | 2         | -      | -      | -      | 34    | 6     |
| Спартак (Москва)    | 1996                | ЧР                  | 32        | 7         | КР     | 2     | 0     | ЛЧ/КУ     | 8         | 1         | -      | -      | -      | 42    | 8     |
| Спартак (Москва)    | 1997                | ЧР                  | 33        | 2         | КР     | 4     | 3     | ЛЧ/КУ     | 8         | 1         | -      | -      | -      | 45    | 6     |
| Спартак (Москва)    | 1998                | ЧР                  | 13        | 2         | КР     | 4     | 1     | КУ        | 4         | 1         | -      | -      | -      | 21    | 4     |
| Спартак-дубль       | 1994                | ЧР                  | 15        | 11        | -      | -     | -     | -         | -         | -         | -      | -      | -      | 15    | 11    |
| Спартак-дубль       | 1995                | ЧР                  | 1         | 0         | -      | -     | -     | -         | -         | -         | -      | -      | -      | 2     | 0     |
| Италия              |                     |                     |           |           |        |       |       |           |           |           |        |        |        |       |       |
| Рома                | 1998/99             | А                   | 21        | 1         | КИ     | 3     | 1     | КУ        | 6         | 1         | -      | -      | -      | 30    | 3     |
| Рома                | 1999/00             | А                   | 7         | 1         | КИ     | 3     | 0     | КУ        | 3         | 3         | -      | -      | -      | 13    | 4     |
| Перуджа             | 2000/01             | А                   | 15        | 0         | -      | -     | -     | -         | -         | -         | -      | -      | -      | 15    | 0     |
| Перуджа             | 2000/01             | А                   | -         | -         | -      | -     | -     | КИ        | 2         | 1         | -      | -      | -      | 2     | 1     |
| Португалия          |                     |                     |           |           |        |       |       |           |           |           |        |        |        |       |       |
| Порту               | 2000/01             | ЧП                  | 28        | 3         | КП     | 4     | 3     | ЛЧ/КУ     | 9         | 1         | СП     | 2      | 1      | 43    | 8     |
| Порту               | 2001/02             | ЧП                  | 20        | 3         | КП     | 2     | 0     | ЛЧ        | 7         | 0         | -      | -      | -      | 29    | 3     |
| Порту               | 2002/03             | ЧП                  | 18        | 4         | КП     | 6     | 0     | КУ        | 11        | 2         | -      | -      | -      | 35    | 6     |
| Порту               | 2003/04             | ЧП                  | 17        | 2         | КП     | 4     | 1     | ЛЧ+СУ     | 10        | 3         | СП     | 1      | 0      | 28    | 6     |
| Россия              |                     |                     |           |           |        |       |       |           |           |           |        |        |        |       |       |
| Спартак (Москва)    | 2004                | ЧР                  | 13        | 3         | КР     | 2     | 0     | -         | -         | -         | -      | -      | -      | 15    | 3     |
| Спартак (Москва)    | 2005                | ЧР                  | 8         | 0         | КР     | 1     | 0     | -         | -         | -         | -      | -      | -      | 9     | 0     |
| Спартак (Москва)    | 2006                | ЧР                  | -         | -         | КР     | 2     | 0     | -         | -         | -         | -      | -      | -      | 2     | 0     |
| Машиностроитель     | Машиностроитель     | Машиностроитель     | 38        | 7         |        | -     | -     |           | -         | -         |        | -      | -      | 38    | 7     |
| Локомотив (Москва)  | Локомотив (Москва)  | Локомотив (Москва)  | 69        | 6         |        | 9     | 1     |           | 2         | 0         |        | -      | -      | 80    | 7     |
| Локомотив-д.        | Локомотив-д.        | Локомотив-д.        | 2         | 0         |        | -     | -     |           | -         | -         |        | -      | -      | 2     | 0     |
| Спартак (Москва)    | Спартак (Москва)    | Спартак (Москва)    | 143       | 21        |        | 22    | 4     |           | 30        | 6         |        | -      | -      | 195   | 31    |
| Спартак (Москва)-д. | Спартак (Москва)-д. | Спартак (Москва)-д. | 17        | 11        |        | -     | -     |           | -         | -         |        | -      | -      | 16    | 11    |
| Рома                | Рома                | Рома                | 28        | 2         |        | 6     | 1     |           | 9         | 4         |        | -      | -      | 43    | 7     |
| Перуджа             | Перуджа             | Перуджа             | 15        | 0         |        | -     | -     |           | 2         | 1         |        | -      | -      | 17    | 1     |
| Порту               | Порту               | Порту               | 83        | 12        |        | 16    | 4     |           | 37        | 6         |        | 3      | 1      | 139   | 23    |
| Всего               | Всего               | Всего               | 394       | 59        |        | 53    | 10    |           | 80        | 17        |        | 3      | 1      | 531   | 87    |

### Список матчей в сборной
| Матчи Аленичева за сборную России | Матчи Аленичева за сборную России | Матчи Аленичева за сборную России | Матчи Аленичева за сборную России | Матчи Аленичева за сборную России | Матчи Аленичева за сборную России |
| №                                 | Дата                              | Оппонент                          | Счёт                              | Голы Аленичева                    | Соревнование                      |
| --------------------------------- | --------------------------------- | --------------------------------- | --------------------------------- | --------------------------------- | --------------------------------- |
| 1                                 | 9 февраля 1995                    | Исландия                          | 3:0                               | —                                 | Кубок Ротманса                    |
| 2                                 | 11 февраля 1995                   | Словения                          | 3:1                               | 1                                 | Кубок Ротманса                    |
| 3                                 | 7 февраля 1997                    | Югославия                         | 1:1                               | —                                 | Кубок Карлсберга                  |
| 4                                 | 10 февраля 1997                   | Швейцария                         | 2:1                               | —                                 | Кубок Карлсберга                  |
| 5                                 | 12 марта 1997                     | Югославия                         | 0:0                               | —                                 | Товарищеский матч                 |
| 6                                 | 30 апреля 1997                    | Люксембург                        | 3:0                               | —                                 | Отборочные матчи ЧМ-1998          |
| 7                                 | 8 июня 1997                       | Израиль                           | 2:0                               | —                                 | Отборочные матчи ЧМ-1998          |
| н/о                               | 18 августа 1997                   | Сборная ФИФА                      | 0:2                               | —                                 | Товарищеский матч                 |
| 8                                 | 20 августа 1997                   | Югославия                         | 0:1                               | —                                 | Товарищеский матч                 |
| 9                                 | 10 сентября 1997                  | Болгария                          | 0:1                               | —                                 | Отборочные матчи ЧМ-1998          |
| 10                                | 11 октября 1997                   | Болгария                          | 4:2                               | 2                                 | Отборочные матчи ЧМ-1998          |
| 11                                | 29 октября 1997                   | Италия                            | 1:1                               | —                                 | Отборочные матчи ЧМ-1998          |
| 12                                | 15 ноября 1997                    | Италия                            | 0:1                               | —                                 | Отборочные матчи ЧМ-1998          |
| 13                                | 18 февраля 1998                   | Греция                            | 1:1                               | —                                 | Товарищеский матч                 |
| 14                                | 25 марта 1998                     | Франция                           | 1:0                               | —                                 | Товарищеский матч                 |
| 15                                | 22 апреля 1998                    | Турция                            | 1:0                               | —                                 | Товарищеский матч                 |
| 16                                | 27 мая 1998                       | Польша                            | 1:3                               | —                                 | Товарищеский матч                 |
| 17                                | 30 мая 1998                       | Грузия                            | 1:1                               | —                                 | Товарищеский матч                 |
| 18                                | 19 августа 1998                   | Швеция                            | 0:1                               | —                                 | Товарищеский матч                 |
| 19                                | 5 сентября 1998                   | Украина                           | 2:3                               | —                                 | Отборочные матчи ЧЕ-2000          |
| 20                                | 10 октября 1998                   | Франция                           | 2:3                               | —                                 | Отборочные матчи ЧЕ-2000          |
| 21                                | 27 марта 1999                     | Армения                           | 3:0                               | —                                 | Отборочные матчи ЧЕ-2000          |
| 22                                | 31 марта 1999                     | Андорра                           | 6:1                               | 1                                 | Отборочные матчи ЧЕ-2000          |
| 23                                | 18 августа 1999                   | Беларусь                          | 2:0                               | —                                 | Товарищеский матч                 |
| 24                                | 4 сентября 1999                   | Армения                           | 2:0                               | —                                 | Отборочные матчи ЧЕ-2000          |
| 25                                | 8 сентября 1999                   | Андорра                           | 2:1                               | —                                 | Отборочные матчи ЧЕ-2000          |
| 26                                | 9 октября 1999                    | Украина                           | 1:1                               | —                                 | Отборочные матчи ЧЕ-2000          |
| 27                                | 23 февраля 2000                   | Израиль                           | 1:4                               | —                                 | Товарищеский матч                 |
| 28                                | 26 апреля 2000                    | США                               | 2:0                               | —                                 | Товарищеский матч                 |
| 29                                | 16 августа 2000                   | Израиль                           | 1:0                               | —                                 | Товарищеский матч                 |
| 30                                | 2 сентября 2000                   | Швейцария                         | 1:0                               | —                                 | Отборочные матчи ЧМ-2002          |
| 31                                | 28 февраля 2001                   | Греция                            | 3:3                               | —                                 | Товарищеский матч                 |
| 32                                | 24 марта 2001                     | Словения                          | 1:1                               | —                                 | Отборочные матчи ЧМ-2002          |
| 33                                | 28 марта 2001                     | Фарерские острова                 | 1:0                               | —                                 | Отборочные матчи ЧМ-2002          |
| 34                                | 25 апреля 2001                    | Югославия                         | 1:0                               | —                                 | Отборочные матчи ЧМ-2002          |
| 35                                | 2 июня 2001                       | Югославия                         | 1:1                               | —                                 | Отборочные матчи ЧМ-2002          |
| 36                                | 6 июня 2001                       | Люксембург                        | 2:1                               | 1                                 | Отборочные матчи ЧМ-2002          |
| 37                                | 15 августа 2001                   | Греция                            | 0:0                               | —                                 | Товарищеский матч                 |
| 38                                | 5 сентября 2001                   | Фарерские острова                 | 3:0                               | —                                 | Отборочные матчи ЧМ-2002          |
| 39                                | 6 октября 2001                    | Швейцария                         | 4:0                               | —                                 | Отборочные матчи ЧМ-2002          |
| 40                                | 14 ноября 2001                    | Латвия                            | 3:1                               | 1                                 | Товарищеский матч                 |
| 41                                | 13 февраля 2002                   | Ирландия                          | 0:2                               | —                                 | Товарищеский матч                 |
| 42                                | 17 мая 2002                       | Беларусь                          | 1:1                               | —                                 | Кубок LG                          |
| 43                                | 19 мая 2002                       | Югославия                         | 1:1                               | —                                 | Кубок LG                          |
| 44                                | 5 июня 2002                       | Тунис                             | 2:0                               | —                                 | Финальные матчи ЧМ-2002           |
| 45                                | 14 июня 2002                      | Бельгия                           | 2:3                               | —                                 | Финальные матчи ЧМ-2002           |
| 46                                | 30 апреля 2003                    | Грузия                            | 0:1                               | —                                 | Отборочные матчи ЧЕ-2004          |
| 47                                | 6 сентября 2003                   | Ирландия                          | 1:1                               | —                                 | Отборочные матчи ЧЕ-2004          |
| 48                                | 15 ноября 2003                    | Уэльс                             | 0:0                               | —                                 | Отборочные матчи ЧЕ-2004          |
| 49                                | 19 ноября 2003                    | Уэльс                             | 1:0                               | —                                 | Отборочные матчи ЧЕ-2004          |
| 50                                | 31 марта 2004                     | Болгария                          | 2:2                               | —                                 | Товарищеский матч                 |
| 51                                | 12 июня 2004                      | Испания                           | 0:1                               | —                                 | Финальные матчи ЧЕ-2004           |
| 52                                | 16 июня 2004                      | Португалия                        | 0:2                               | —                                 | Финальные матчи ЧЕ-2004           |
| 53                                | 20 июня 2004                      | Греция                            | 2:1                               | —                                 | Финальные матчи ЧЕ-2004           |
| 54                                | 4 сентября 2004                   | Словакия                          | 1:1                               | —                                 | Отборочные матчи ЧМ-2006          |
| 55                                | 9 февраля 2005                    | Италия                            | 0:2                               | —                                 | Товарищеский матч                 |

Итого по официальным матчам: 55 матчей / 6 голов; 24 победы, 16 ничьих, 15 поражений.

### Тренерская статистика
Данные на 26 мая 2019 года
| Клуб                | Страна | Начало работы  | Окончание работы | Результаты | Результаты | Результаты | Результаты | Результаты | Результаты | Результаты | Результаты |
| Клуб                | Страна | Начало работы  | Окончание работы | И          | В          | Н          | П          | ГЗ         | ГП         | РМ         | В %        |
| ------------------- | ------ | -------------- | ---------------- | ---------- | ---------- | ---------- | ---------- | ---------- | ---------- | ---------- | ---------- |
| Арсенал (Тула)      | Россия | 22 ноября 2011 | 10 июня 2015     | 102        | 53         | 18         | 31         | 163        | 111        | +52        | 51,96      |
| Спартак (Москва)    | Россия | 10 июня 2015   | 5 августа 2016   | 35         | 17         | 6          | 12         | 61         | 42         | +19        | 48,57      |
| Енисей (Красноярск) | Россия | 5 июня 2017    | 26 мая 2019      | 75         | 32         | 15         | 28         | 106        | 99         | +7         | 42,66      |
| Всего               | Всего  | Всего          | Всего            | 212        | 102        | 39         | 71         | 330        | 252        | +78        | 48,11      |